# Rayjon Tucker
Rayjon Tucker, né le 24 septembre 1997 à Charlotte en Caroline du Nord, est un joueur américain de basket-ball évoluant au poste d'arrière.

## Biographie
Rayjon Tucker n'est pas drafté en 2019 et s'engage en octobre 2019 en G League avec le Herd du Wisconsin.
Le 24 décembre 2019, il pousse vers la sortie Jeff Green en signant un contrat jusqu'à la fin de saison avec le Jazz de l'Utah.
En novembre 2020, il est envoyé aux Cavaliers de Cleveland avec un futur second tour de draft. Tucker est licencié le lendemain et signe par la suite avec les Clippers de Los Angeles. Il est licencié par les Clippers le 18 décembre 2020.
Tucker rejoint ensuite les 76ers de Philadelphie et joue 14 matches avec eux lors de la saison 2020-2021. Il signe un contrat two-way avec les Sixers début août mais est licencié le 18 août.
Le 21 décembre 2021, il signe pour 10 jours en faveur des Timberwolves du Minnesota.
Le 31 décembre 2021, il signe avec les Nuggets de Denver.
Le 8 avril 2022, il signe avec les Bucks de Milwaukee.